# 十大家紋
十大家紋（じゅうだいかもん）は、日本の家紋のうち、広く用いられている10つの家紋。柏紋、片喰紋、桐紋、鷹の羽紋、橘紋、蔦紋、藤紋、茗荷紋、木瓜紋、沢瀉紋を指す。

## 概要
一般的に数多く広まった家紋であり、使用している家は古来の公家から武家、平民まで身分に関係なく幅広く使われてきた。
五大家紋（五大紋）は、十大家紋の中から主に片喰、桐、鷹の羽、藤、木瓜を差すことがある。三大家紋（三大紋）の場合も十大家紋の中のいずれかが選ばれる。もしく権威ある三大家紋として皇族を差す菊紋や桐紋、上流公家で使われている牡丹紋、徳川家の葵紋のいずれかが数えられる。

## 家紋一覧

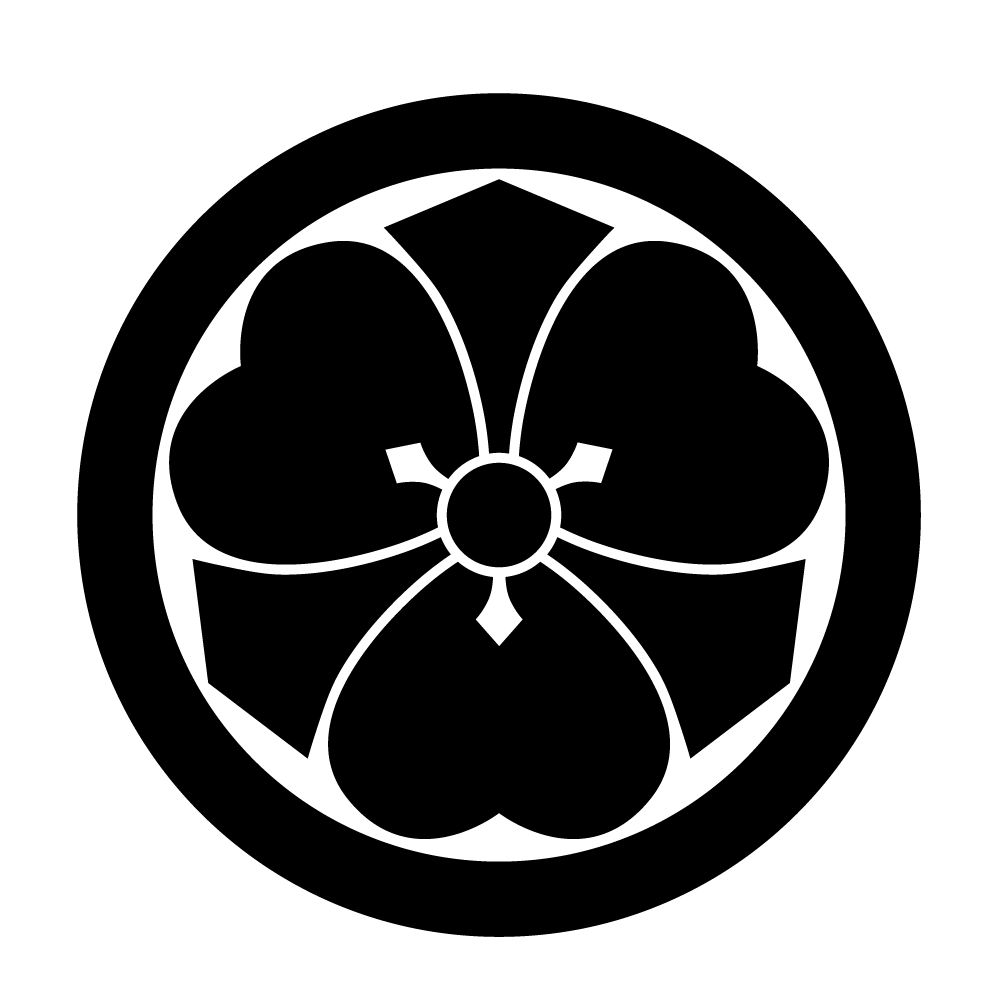
まるにけんかたばみ 丸に剣片喰

ごしちのきり 五七の桐

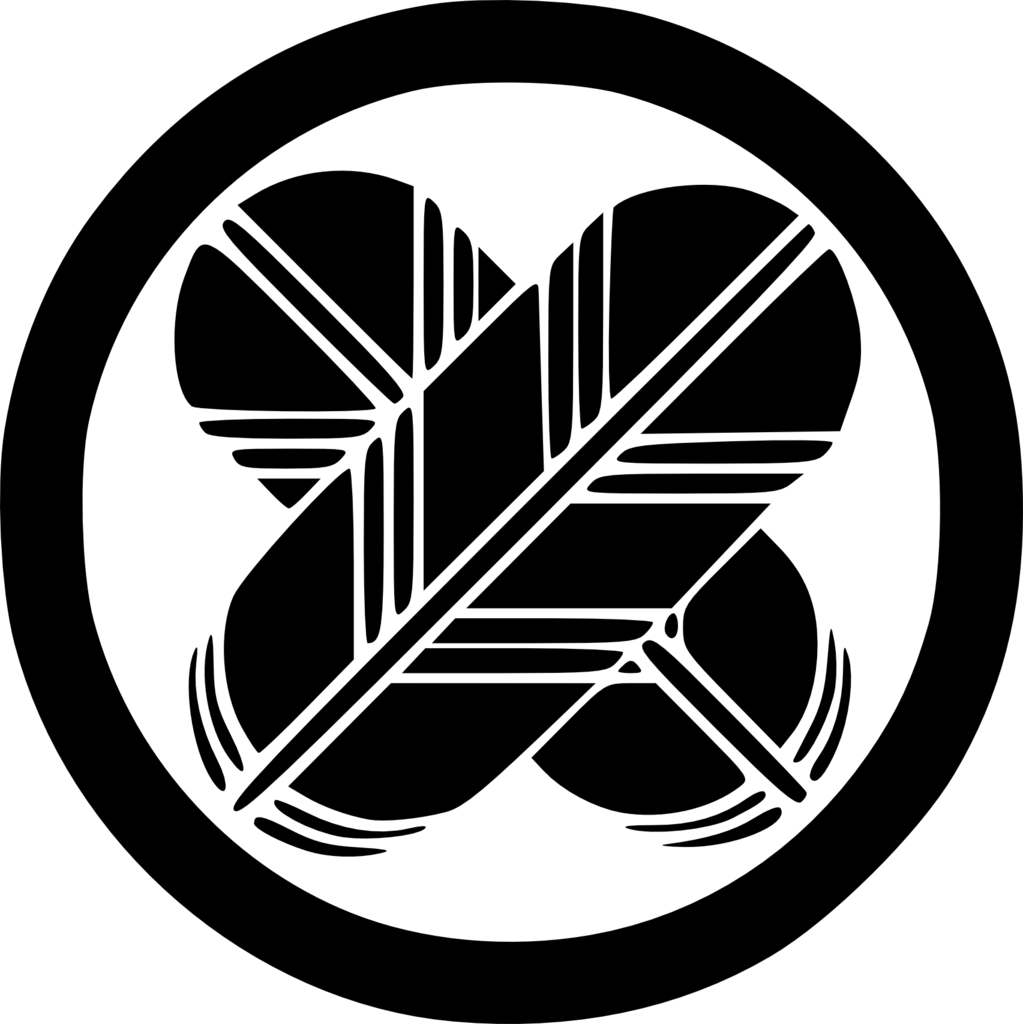
まるにちがいたかのは 丸に違い鷹の羽

まるにひこねたちばな 丸に彦根橘

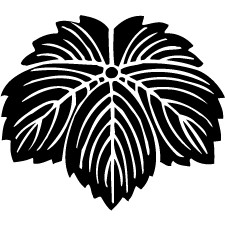
おにつた 鬼蔦

さがりふじ 下り藤

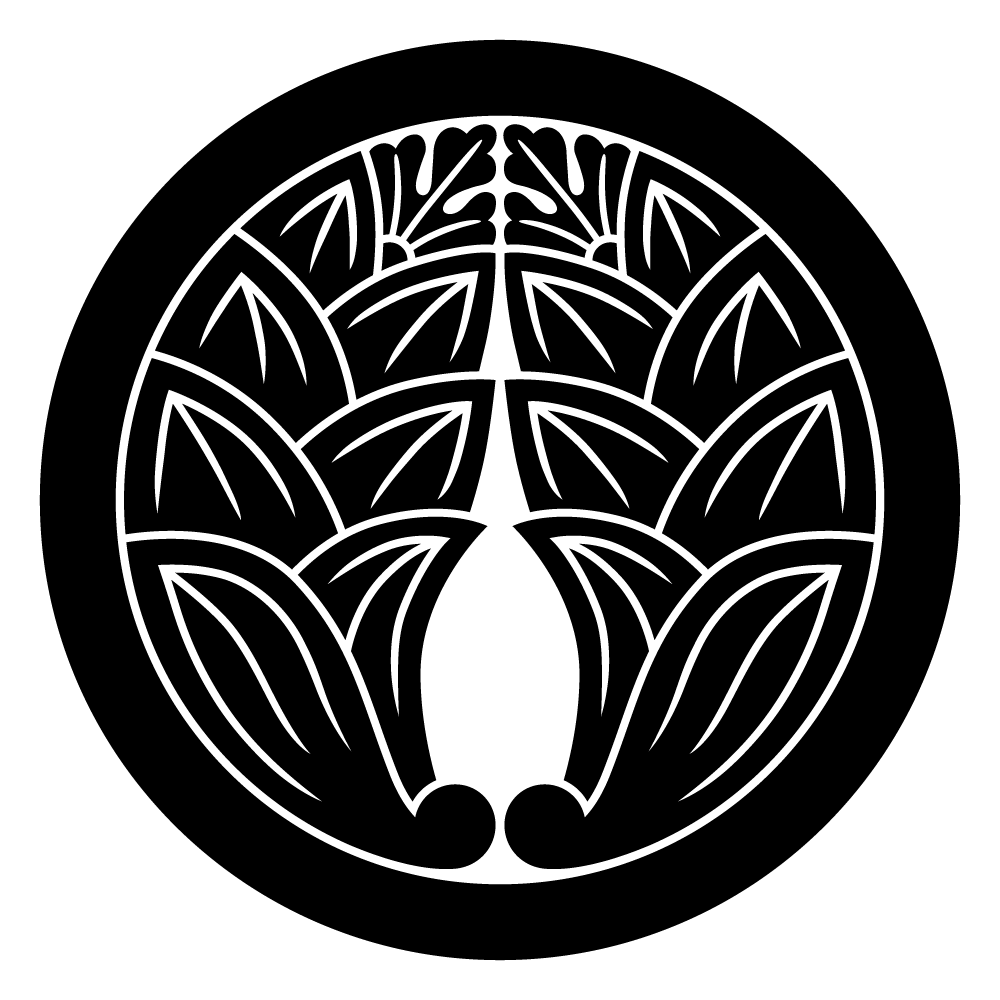
まるにだきみょうが 丸に抱き茗荷

まるにもっこう 丸に木瓜

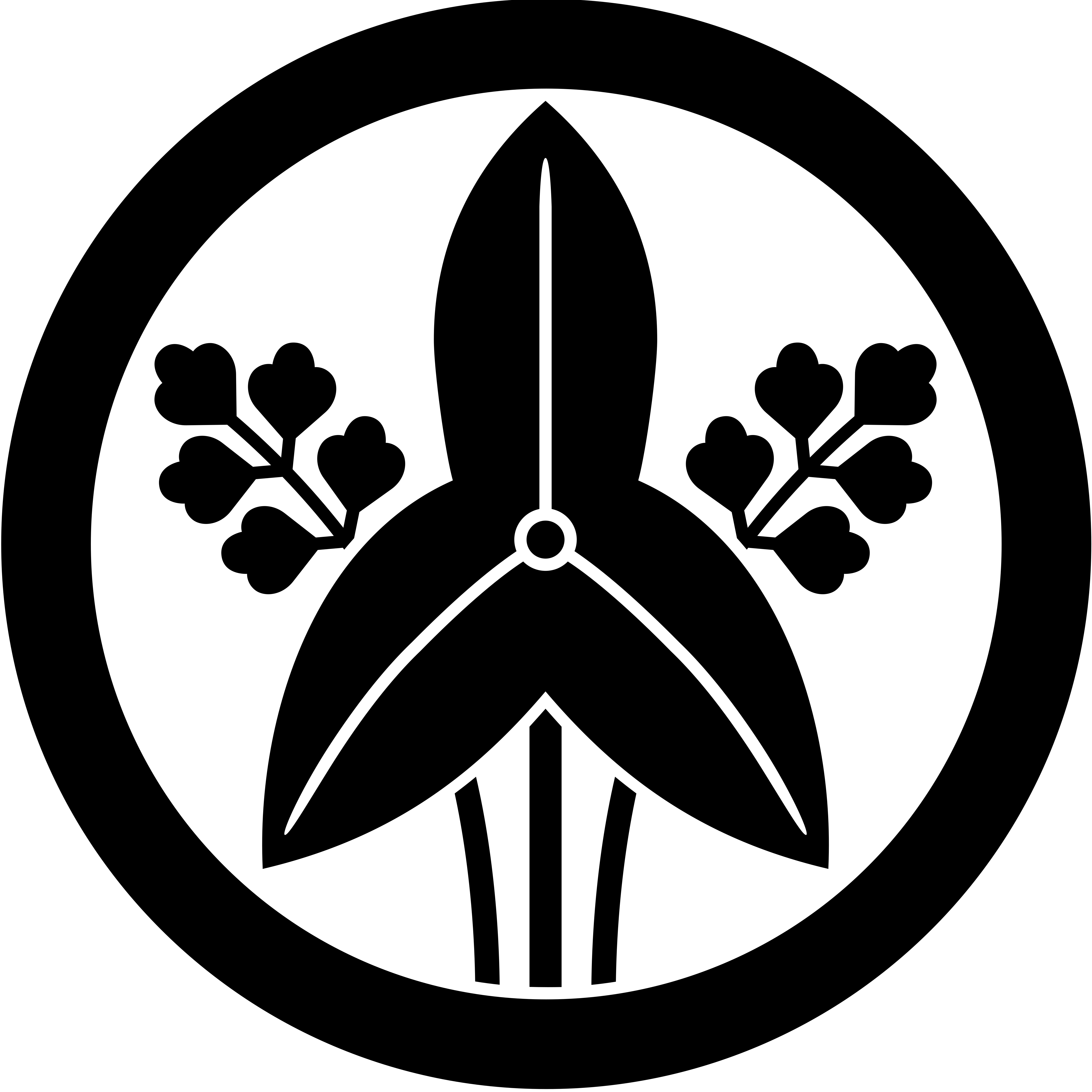
まるにおもだか 丸に沢瀉

柏紋
古来、神職に多い家紋とされ、熱田神宮宮司家の千秋家、日御碕神社宮司家の小野家が使用している。神職以外の有名な家では土佐藩主山内家が使用しており、三菱グループのスリーダイヤの元となった家紋である。

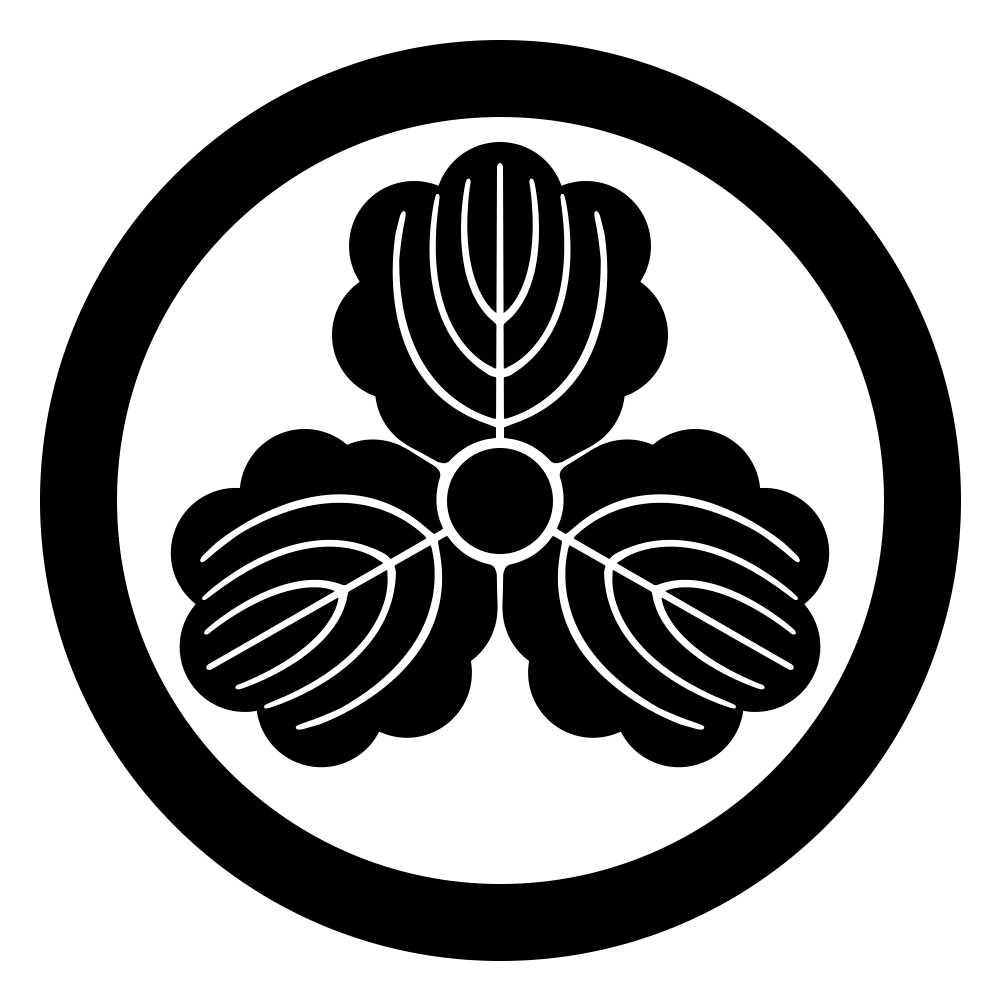
まるにみつかしわ 丸に三つ柏

片喰紋
あらゆる業種身分の家々に隔たりなく使用されており、太政大臣まで上り詰めた公家の七清華藤原一族の大炊御門家や徳川四天王に数えられる庄内藩主酒井家が代表格である。
- まるにけんかたばみ
丸に剣片喰

桐紋
古来、皇室など高い身分の家紋に用いられており、その名残から日本政府を含めた数多くの公的機関のシンボルマークしても使用されている。江戸時代の徳川将軍家の葵紋および近代の天皇家の菊紋のように身分の高い家が使用した家紋には禁止令が布かれた家紋ある中で、桐紋は禁止されずに使用が認められたことから、現在多くの家々で使用されるまでに広まった。有名な家の使用例としては現在断絶した豊臣家が挙げられる。
- ごしちのきり
五七の桐

鷹の羽紋
動物紋に分類されている代表的な家紋で、世間に広まった家紋の中では数少ない植物由来以外の家紋。武家に人気があった家紋とされている。広島藩主浅野家や福山藩主阿部家が使用した。
- まるにちがいたかのは
丸に違い鷹の羽

橘紋
古くは平安時代前後に権力を振るった橘氏（源平藤橘に数えられる）に関わる家由来の家紋とされている。太刀花と称され武家の間でも広まった家紋。有名な家の中では藤原北家由来の井伊家が橘紋を使用している。
- まるにひこねたちばな
丸に彦根橘

蔦紋
元々は柏紋派生の家紋とされており、皇族の家紋や副紋としても使われた。棚倉藩主松平松井家を含め著名な家で見られる家紋。
- おにつた
鬼蔦

藤紋
日本の公家を代表する藤原家および全国に散らばった藤原一族末裔の家紋として広まった。公家の頂点摂関家の九條家、二條家、一條家が藤紋を掲げている。
- さがりふじ
下り藤

茗荷紋
ミョウガの音が「冥加」に通じることから、神の加護が得られる家紋として広く浸透していった。鳥羽藩主稲垣家が使用している。
- まるにだきみょうが
丸に抱き茗荷

木瓜紋
武家や木工職人に携わった官職・家系に多い。有名な家の使用例は戦国武将である織田信長・織田家、公家の名門清華家に名を連ねた藤原一族の徳大寺家、江戸時代の徳川幕府に老中の重職を担った佐倉藩主堀田家や、飫肥藩主・岡田藩主伊東家が挙げられる。
- まるにもっこう
丸に木瓜

沢瀉紋
家紋の元になったオモダカは葉の形状から別名「勝軍草」とも言われ、武家に人気があった家紋。有名な家としては水野家（結城藩主、山形藩主ほか）が知られている。
- まるにおもだか
丸に沢瀉